# Katarzyna Wawrzyniak
Katarzyna Wawrzyniak (ur. 14 marca 1990 w Myszkowie) – polska siatkarka, grająca na pozycji rozgrywającej.
Była reprezentantka kraju w kategoriach młodzieżowych. Ma siostrę bliźniaczkę Magdalenę, która również jest siatkarką i występuje na pozycji atakującej.

## Sukcesy klubowe
Liga Siatkówki Kobiet:
- 2008

I liga:
- 2015, 2018, 2022[5]